# Republic XF-103
Die Republic XF-103 war ein Entwurf für einen US-amerikanischen Hochgeschwindigkeits-Abfangjäger. Republic Aviation entwickelte ihn Anfang der 1950er Jahre für die United States Air Force (USAF), allerdings kam er über das Modellstadium nicht hinaus. Die XF-103 gehörte zu der sogenannten Century-Reihe (F-100 bis F-110).

## Geschichte
Die XF-103 basierte auf Republics Modell AP-44A von 1948, ein Entwurf für einen Allwetter-Abfangjäger für große Geschwindigkeiten und Höhen mit kombiniertem Turbojet- und Staustrahltriebwerk (Ramjet), für den sich die Luftwaffe zunächst nicht interessierte. 1949 nahm Republic mit dem überarbeiteten Modell AP-57 an der Ausschreibung für einen neuen Jäger der USAF (1954 Interceptor) teil. Obwohl dieser Entwurf bei einer Bewertung durch das Air Materiel Command nur den achten von neun Rängen belegte, gehörte er am 2. Juli 1951 neben Entwürfen von Convair (Modell 8) und Lockheed (L-205) zu den Gewinnern. Der Auftrag umfasste zunächst den Bau eines 1:1-Modells (Mock-up). Im November 1951 grenzte die Luftwaffe die Auswahl aus Kostengründen weiter ein. Lockheeds Projekt wurde eingestellt, Convair konnte seine Arbeiten in vollem Umfang fortsetzen und war mit der daraus entstehenden F-102 Delta Dagger letztlich der Sieger des Wettbewerbs. Auch Republic durfte mit der Entwicklung fortfahren, allerdings stufte die USAF sie nun als Forschungsprojekt ein. Ebenfalls im November erhielt die AP-57 die offizielle USAF-Bezeichnung XF-103 und war auch unter dem Beinamen Thunderwarrior bekannt. Die Waffensystembezeichnung für die XF-103 lautete WS-204A. 
Am 2. März 1953 inspizierte die Luftwaffe das fertige Mock-up der XF-103 und schlug einige Änderungen vor, im Juni 1954 erhielt Republic den Auftrag zum Bau von drei Prototypen. Die Entwicklung verlief wegen technischer Probleme nur schleppend. Anfang 1957 reduzierte die USAF das Programm zunächst auf einen Prototyp, bevor sie es am 21. August 1957 schließlich ganz einstellte. Insgesamt kostete das Projekt 104 Millionen US-Dollar.

## Konstruktion
Da die AP-57 für Geschwindigkeiten von über Mach 3 und Flughöhen von 24.000 Meter und mehr konzipiert war, stellte die technische Umsetzung eine Herausforderung dar. Nach den Plänen von 1951 hatte der schlanke Rumpf eine Länge von 22,4 m und sollte komplett aus Titan bestehen. Sein Querschnitt war vorne rund und ging zur Mitte hin in eine annähernd rechteckige Form über. Die gesamte hintere Hälfte nahm den Antrieb auf: Ein Turbojet des Typs Wright XJ67-W-1 (ein Lizenzbau des britischen Bristol Olympus) mit einer Schubkraft von mindestens 52 kN und dahinter ein Staustrahltriebwerk Wright XRJ55-W-1. Dieses zweite Triebwerk konnte als Nachbrenner genutzt werden, indem der Abgasstrahl des J67 direkt in das RJ55 geleitet wurde. Das hätte einen Gesamtschub von rund 87 kN erzeugen sollen. Ab Geschwindigkeiten von über Mach 2,2 sollte das Staustrahltriebwerk als alleiniger Antrieb mit 84 kN dienen. Ein großer Lufteinlass befand sich mittig unter dem Rumpf, bei reinem Ramjetantrieb sollte die Luft mittels Klappen und Kanälen um das J67 herumgeleitet werden. 
Die Tragflächen waren dreieckig, mittig am Rumpf angeordnet und um 55 Grad gepfeilt. Allerdings war die XF-103 kein reiner Deltaflügler, da sich am Heck noch Höhen- und Seitenleitwerk befanden mit ebenfalls dreieckigen Flächen. Für zusätzliche Längsstabilität sorgte eine abklappbare Finne unter dem Heck. Der Einstellwinkel der Tragflächen konnte während des Fluges verändert werden, wie es Republic schon bei der XF-91 vorgesehen hatte. Die ersten Entwürfe sahen ein Cockpit mit Haube und stromlinienförmiger Verlängerung vor. Wegen befürchteter thermischer Probleme durch die hohe Fluggeschwindigkeit wurde das Cockpit komplett in den Rumpf integriert. Sogar die Frontscheiben entfielen, dem Piloten blieben nur Seitenscheiben und für die Sicht nach vorne ein Periskopsystem, das erfolgreich mit einer F-84G getestet wurde. Ein gewöhnlicher Schleudersitz kam aufgrund der hohen Geschwindigkeit nicht in Frage, so dass der Pilot in einer Rettungskapsel saß, die im Notfall nach unten herausgeschossen werden sollte. 
Da die XF-103 vor allem anfliegende sowjetische Bomber abfangen sollte, war eine entsprechende Bewaffnung vorgesehen: sechs Luft-Luft-Lenkflugkörper des Typs MX-904 (ab 1955 als GAR-1 Falcon bezeichnet) und 2 × 18 ungelenkte 70-mm-Raketen des Typs Mighty Mouse. Alle Waffen waren aus aerodynamischen Gründen in internen Schächten hinter dem Cockpit untergebracht und an ausfahrbaren Waffenhalterungen befestigt. 
Nach Berechnungen von 1957 wäre mit überarbeitetem Antrieb (J67-W-3) eine Schubkraft von 98 kN mit Nachbrenner und 166 kN im Ramjetbetrieb, eine Höchstgeschwindigkeit von Mach 3,7 und eine Steigleistung von 11.600 m/min (bezogen auf Meereshöhe) möglich gewesen.

## Technische Daten

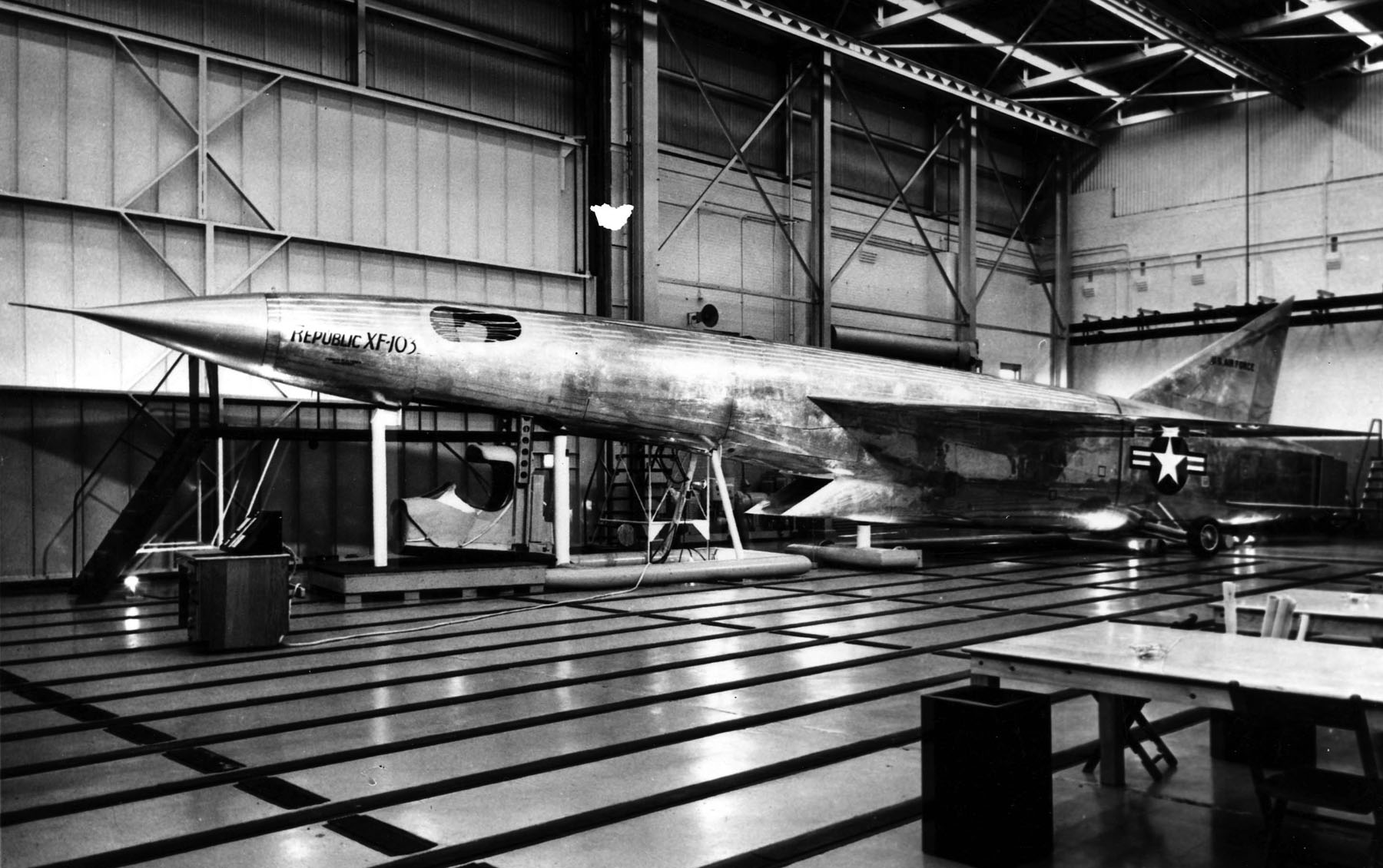
Mock-up der XF-103

- Alle Angaben sind rein theoretisch, da nie eine Maschine fertiggestellt worden ist

| Kenngröße              | Daten |
| ---------------------- | --- |
| Besatzung              | 1 Pilot |
| Länge                  | 23,50 m |
| Spannweite             | 10,50 m |
| Flügelfläche           | 37,20 m² |
| Flügelstreckung        | 2,96 |
| Tragflächenbelastung   | - Minimal (Leermasse): 304 kg/m² - Nominal (normale Startmasse): 470 kg/m² - Maximal (max. Startmasse): 523 kg/m²    |
| Höhe                   | 5,10 m |
| Leermasse              | 11.317 kg |
| normale Startmasse     | 17.466 kg |
| max. Startmasse        | 19.443 kg |
| Höchstgeschwindigkeit  | bis zu Mach 3,7 |
| Steiggeschwindigkeit   | 11.600 m/min |
| Dienstgipfelhöhe       | 24.390 m |
| Einsatzradius          | 394 km |
| Überführungsreichweite | 2.486 km |
| Triebwerke             | - ein Wright XJ67-W-3 Strahltriebwerk mit bis zu 66,75 kN - ein Wright XRJ55-W-1 Ramjettriebwerk mit bis zu 83,66 kN |
| Bewaffnung             | - 6 Luft-Luft-Lenkflugkörper GAR-1 Falcon - 36 ungelenkte 70-mm-Raketen                                              |